# Alissa Kolossova
Pour les articles homonymes, voir Alissa (homonymie).
Alissa Vladimirovna Kolossova (en russe : Алиса Владимировна Колосова, Alisa Kolosova), née le 29 juillet 1987 à Moscou, est une mezzo-soprano russe.

## Biographie
Alisa Kolosova a d'abord étudié le piano et le chant choral avant d’entrer, en 2004, à l’Académie des Arts du Théâtre de Moscou. En 2005, elle est entrée au Conservatoire d’Etat de Moscou. Elle fut, en 2007, demi-finaliste du Concours du Belvédère de Vienne et en 2008 finaliste du Concours d’Opéra de Dresde, ainsi que le Prix Spécial du jury du Concours Francisco Viñas de Barcelone en 2009 et celui de l’Académie de Musique Tibor Varga de Sion. En octobre 2009, elle a intégré l’Atelier Lyrique de l’Opéra de Paris ; depuis elle participe, avec succès, à la plupart des productions de l'Opéra de Paris.